# Lotbrücke Castelmoron
Die Lotbrücke Castelmoron ist eine Straßenbrücke in Castelmoron-sur-Lot im Département Lot-et-Garonne in der französischen Region Nouvelle-Aquitaine, die die Route départementale D13 über den Lot führt.

## Beschreibung
Die zweispurige Brücke ist insgesamt 158 m lang und ca. 9 m breit. Sie besteht aus zwei großen Stahlbetonbögen mit einer Stützweite von 143 m, deren Widerlager einige Meter hinter dem Ufer stehen, die aber bei der höher liegenden Fahrbahn durch Gelenke unterbrochen sind. Die Bögen sind durchgehend 1 m breit; ihre Bauhöhe verringert sich von 1,50 m an den Gelenken auf 1,20 m im Scheitel. In Betonbalken eingebettete stählerne Zugstangen an beiden Seiten der Fahrbahn nehmen die Horizontalkräfte der Bögen auf. Oberhalb der Gelenke handelt es sich somit um eine Stabbogenbrücke mit einer Stützweite von 120 m.
Das Fahrbahnträger hängt mit Stahlstangen an den Bögen, wobei die Stangen schräg angeordnet sind, so dass sie oben und unten jeweils dicht nebeneinander im Beton des Bogens bzw. des Fahrbahnträgers verankert sind. Die Bögen werden durch einen K-förmigen Windverband versteift. Der in Längsrichtung leicht nach oben gewölbte Fahrbahnträger besteht aus einem Stahlbeton-Plattenbalken mit quer und diagonal verlaufenden Balken.
Die Brücke ist die erste Brücke in Frankreich, die von der französischen Niederlassung des damals international tätigen dänischen Bauunternehmen Christiani & Nielsen nach den eigenen patentierten Entwürfen realisiert wurde. Sie ist eine der wohl nur zwei Nielsen-Brücken in Frankreich. Ihr Bau dauerte von 1931 bis 1934.
2007 wurde die Brücke zum Patrimoine du XXe siècle (Kulturerbe des 20. Jahrhunderts) erklärt.

## Geschichte
Die erste Brücke an dieser Stelle war eine 1845 errichtete, privat finanzierte Hängebrücke. Die 180 m lange und 4,4 m breite wurde von den Entreprises Escarraguel fréres gebaut. In den ersten 40 Jahren war sie mautpflichtig, abhängig von der Menge der über sie transportierten Waren. Sie tat ihren Dienst, bis die gegenwärtige Brücke eröffnet wurde.